# Episodi de I racconti del West (quarta stagione)
La quarta stagione della serie televisiva I racconti del West (Dick Powell's Zane Grey Theater) è andata in onda negli Stati Uniti dal 1º ottobre 1959 al 5 maggio 1960 sulla CBS.
| nº | Titolo originale       | Titolo italiano | Prima TV USA     | Prima TV Italia |
| -- | ---------------------- | --------------- | ---------------- | --------------- |
| 1  | Interrogation          |                 | 1º ottobre 1959  |                 |
| 2  | The Lone Woman         |                 | 8 ottobre 1959   |                 |
| 3  | Confession             |                 | 15 ottobre 1959  |                 |
| 4  | The Lonely Gun         |                 | 22 ottobre 1959  |                 |
| 5  | Hand on the Latch      |                 | 29 ottobre 1959  |                 |
| 6  | Shadows                |                 | 5 novembre 1959  |                 |
| 7  | Mission                |                 | 12 novembre 1959 |                 |
| 8  | Lonesome Road          |                 | 19 novembre 1959 |                 |
| 9  | King of the Valley     |                 | 26 novembre 1959 |                 |
| 10 | Rebel Ranger           |                 | 3 dicembre 1959  |                 |
| 11 | Death in a Wood        |                 | 17 dicembre 1959 |                 |
| 12 | The Grubstake          |                 | 24 dicembre 1959 |                 |
| 13 | The Ghost              |                 | 31 dicembre 1959 |                 |
| 14 | Miss Jenny             |                 | 7 gennaio 1960   |                 |
| 15 | The Reckoning          |                 | 14 gennaio 1960  |                 |
| 16 | Wayfarers              |                 | 21 gennaio 1960  |                 |
| 17 | Picture of Sal         |                 | 28 gennaio 1960  |                 |
| 18 | Never Too Late         |                 | 4 febbraio 1960  |                 |
| 19 | Man in the Middle      |                 | 11 febbraio 1960 |                 |
| 20 | Guns for Garibaldi     |                 | 18 febbraio 1960 |                 |
| 21 | The Sunday Man         |                 | 25 febbraio 1960 |                 |
| 22 | Set-Up                 |                 | 3 marzo 1960     |                 |
| 23 | A Small Town That Died |                 | 10 marzo 1960    |                 |
| 24 | Killer Instinct        |                 | 17 marzo 1960    |                 |
| 25 | Sundown Smith          |                 | 24 marzo 1960    |                 |
| 26 | Calico Bait            |                 | 31 marzo 1960    |                 |
| 27 | Seed of Evil           |                 | 7 aprile 1960    |                 |
| 28 | Deception              |                 | 14 aprile 1960   |                 |
| 29 | Stagecoach to Yuma     |                 | 5 maggio 1960    |                 |

## Interrogation
- Prima televisiva: 1º ottobre 1959
- Diretto da: James Sheldon
- Scritto da: Christopher Knopf

### Trama
- Guest star: Alexander Scourby (colonnello del Armija), Don Diamond (Cota), Robert Ryan (capitano Krag), Harry Townes (caporale Durbin), Rodolfo Hoyos, Jr. (Gonzalez), Roberto Contreras (Palza)

## The Lone Woman
- Prima televisiva: 8 ottobre 1959
- Diretto da: James Sheldon
- Scritto da: Richard Fielder

### Trama
- Guest star: Martin Balsam (Sam Butler), Barbara Stanwyck (Leona Butler), John Pickard (Bob), Tom Masters (Dan), Veronica Cartwright (Sarah Butler), George Keymas (Native American), Joel Crothers (David Butler), Shari Lee Bernath (Ruthie Butler)

## Confession
- Prima televisiva: 15 ottobre 1959

### Trama
- Guest star: Charles Aidman (Watson Cooke), Walter Burke (Gus Henessy), Dick Powell (sceriffo Agate Slade)

## The Lonely Gun
- Prima televisiva: 22 ottobre 1959

### Trama
- Guest star: Barry Sullivan (Clint Shannon), Wayne Rogers (Frank), Patricia Donahue (Sally), Paul Birch (sceriffo)

## Hand on the Latch
- Prima televisiva: 29 ottobre 1959

### Trama
- Guest star: Paul Richards (prigioniero), Anne Baxter (Laura Fletcher), Charles H. Gray (Jared)

## Shadows
- Prima televisiva: 5 novembre 1959

### Trama
- Guest star: Paul Carr (Branch Neely), Frank Lovejoy (Loy Bannister), Stacy Harris (sceriffo Hanscom), Dyan Cannon (Annie), Alan Dexter (Wes Torrington), Catherine McLeod (Myra Hanscom), Craig Duncan (Davis), Paul Sorenson (Pete), James McCallion (Robie White)

## Mission
- Prima televisiva: 12 novembre 1959
- Scritto da: Aaron Spelling

### Trama
- Guest star: Ernie Anderson (Trooper Marshall), Sammy Davis, Jr. (caporale Smith), Abraham Sofaer (Alou), James Edwards (sergente Morgan), Roy Glenn (caporale)

## Lonesome Road
- Prima televisiva: 19 novembre 1959
- Diretto da: Sam Peckinpah
- Scritto da: Jack Curtis, Sam Peckinpah

### Trama
- Guest star: Howard Caine (Frank), Tol Avery (Lawson), Edmond O'Brien (Marshal Ben Clark), Rita Lynn (Peggy), Tom Gibson (Wes Cooper)

## King of the Valley
- Prima televisiva: 26 novembre 1959

### Trama
- Guest star: Leora Dana (Anne Coleman), Walter Pidgeon (Dave King), Karl Swenson (Will Harmon)

## Rebel Ranger
- Prima televisiva: 3 dicembre 1959
- Diretto da: Don Medford
- Scritto da: Kathleen Hite

### Trama
- Guest star: Scott Forbes (Cass Taggart), Joan Crawford (Stella Faring), Don Grady (Ron Faring), John Anderson, Joseph V. Perry

## Death in a Wood
- Prima televisiva: 17 dicembre 1959

### Trama
- Guest star: Simon Oakland (Townsend), Don Grady (Zachary), William Boyett (Union Soldier), Dick Powell (Lawrence)

## The Grubstake
- Prima televisiva: 24 dicembre 1959

### Trama
- Guest star: Cameron Mitchell (Jim Goad), Ben Piazza (Coley), John Milford (Bart Newfin), Joseph Sullivan (sceriffo Winters)

## The Ghost
- Prima televisiva: 31 dicembre 1959

### Trama
- Guest star: Mel Ferrer (Monty Elstrode), Kathy Case (Maria Ransome), Henry Brandon (Whit Ransome), Alex Davidson (John Wilkes Booth)

## Miss Jenny
- Prima televisiva: 7 gennaio 1960

### Trama
- Guest star: Vera Miles (Jenny Breckenridge), Adam Williams (Harlan Breckenridge), Ben Cooper (Daryl Thompson), Jack Elam (Jimmy Lehigh), Tony Haig (Alex), Linda Bennett (Cora)

## The Reckoning
- Prima televisiva: 14 gennaio 1960

### Trama
- Guest star: Ed Nelson (Albie), Stephen McNally (Mace), Cesar Romero (Francisco), Robert Harland (Les), Jeff Morris (Luke)

## Wayfarers
- Prima televisiva: 21 gennaio 1960

### Trama
- Guest star: James Whitmore (Jonas), John Hackett (Jack), Clarke Gordon (Harvey), Felicia Farr (Cassie), Robert Williams (Joe)

## Picture of Sal
- Prima televisiva: 28 gennaio 1960

### Trama
- Guest star: Rod Taylor (Harper), Richard Shannon (Malcolm Conway), Carolyn Jones (Sal)

## Never Too Late
- Prima televisiva: 4 febbraio 1960

### Trama
- Guest star: Ginger Rogers (Angie Cartwright), Richard Eastham (Jim Amber), Melinda Byron (Paula Cartwright), Alan Reed, Jr. (Kirk Smith), Roy Barcroft (Randy Smith), Wendell Holmes (Cobson)

## Man in the Middle
- Prima televisiva: 11 febbraio 1960
- Diretto da: Rudy Mate
- Scritto da: Howard Dimsdale

### Trama
- Guest star: Ed Prentiss (Bowman), Richard Jaeckel (Tod Mulvey), Michael Rennie (Marshal Locke Gardner), Jason Johnson (Matt), Alex Denaszody (Gray Wolf), Louis Jean Heydt (Dan Mulvey), James Anderson (Waco), Michael T. Mikler (Luke), Ryan Hayes (Deputy), Robert Hernandez (Running Deer)

## Guns for Garibaldi
- Prima televisiva: 18 febbraio 1960
- Diretto da: Mark Stevens
- Scritto da: Franklin Coen

### Trama
- Guest star: Fernando Lamas (Giulio Mandati), Mary La Roche (Liz Randall), Al Ruscio (Pietro Poli), Wilton Graff (Cliff Randall), Ken Mayer (Gil Patterson), Earle Hodgins (Pat Duncan), Michael Raffetto (reverendo Masters), Robert Fortier (Gabby Carson), Craig Duncan (Matt Wills), Leroy Johnson (conducente della diligenza)

## The Sunday Man
- Prima televisiva: 25 febbraio 1960
- Diretto da: William Dario Faralla
- Scritto da: Charles Wallace, Luke Short

### Trama
- Guest star: Brian Donlevy (Fred Childress), Leif Erickson (Cash Wilson), Dean Jones (Bill Devlin), Trudi Ziskind (Cassie), Ross Elliott (Walt Devlin), Jeanne Bates (Lee Devlin), Hank Patterson (Slim Baker), John Newton (Mathews), Ron Hagerthy (Jack Wilson), Howard Culver (Mitchell), K. T. Smith (Ace Conway), Howard Wright (dottore)

## Set-Up
- Prima televisiva: 3 marzo 1960
- Diretto da: Robert Florey
- Scritto da: Robert Blees

### Trama
- Guest star: Phyllis Kirk (Ann Bagley), Harry Lauter (Vic Staley), Steve Forrest (Mike Bagley), Robert Gist (Casey Hydecker), Lane Bradford (Steve), Stephen Talbot (Jonathan), Bill Quinn (Minister), Perry Ivins (Doc)

## A Small Town That Died
- Prima televisiva: 10 marzo 1960
- Diretto da: Robert Florey
- Scritto da: Bob Barbash

### Trama
- Guest star: Denver Pyle (Marshal Joe Sully), Henry Hull (Hutch Wallace), Beverly Garland (Ruth Clarke), William Mims (Tom Lansing), Tol Avery (Henry Jackson), William Bryant (Jess Clarke), Roy N. Sickner (Ben), Howard Culver (Citizen), Dick Powell (Dave Cameron)

## Killer Instinct
- Prima televisiva: 17 marzo 1960
- Diretto da: Murray Golden
- Scritto da: Elliot West, Larry Cohen

### Trama
- Guest star: Michael Hinn (Grady), Wendell Corey (Marshal Corey), Marc Lawrence (Wade McGill), Robert Harland (Lee Phelps), Howard Petrie (Killegrew), Anne Barton (Ann Bigger), John Newton (Barton), John Clarke (Frank Powers), Anne Benton (ragazza), Stanley Jones (impiegato)

## Sundown Smith
- Prima televisiva: 24 marzo 1960
- Diretto da: William Dario Faralla
- Scritto da: Clay Fisher

### Trama
- Guest star: Simon Oakland (Jesse Harp), John Hoyt (Hannigan), George D. Wallace (Borkman), Jack Carson (Sundown Smith), Ray Ferrell (Bobby Bromley), Sarah Selby (Maude Gurney)

## Calico Bait
- Prima televisiva: 31 marzo 1960
- Diretto da: Robert Ellis Miller
- Scritto da: Raphael Hayes

### Trama
- Guest star: Robert Culp (Sam Anders), Inger Stevens (Beth Watkins), Burt Douglas (Davey Morse), DeForest Kelley (Swain), Paul Sorenson (Gus), Luis Gómez (chitarrista), Francis Dominguez (Old Woman)

## Seed of Evil
- Prima televisiva: 7 aprile 1960
- Diretto da: Paul Stanley
- Scritto da: Palmer Thompson

### Trama
- Guest star: Marion Ross (Mollie), William Henry (sceriffo), Conlan Carter (Veteran), Raymond Massey (Malachi West), Cara Williams (Irene), Myron Healey (Sam Brady), Charles Maxwell (Lance), Charlie Briggs (Paul), Ralph Moody (Caleb), James Rawley (Zack Foss)

## Deception
- Prima televisiva: 14 aprile 1960

### Trama
- Guest star: Peggy Ann Garner (Sarah), Barry Nelson (Mark Bigelow), Jack Elam (Cass), Alan Hale, Jr. (Malloy), Chuck Courtney (Proprietor)

## Stagecoach to Yuma
- Prima televisiva: 5 maggio 1960
- Diretto da: William Dario Faralla
- Scritto da: Luke Short, Charles Wallace

### Trama
- Guest star: Raymond Bailey (Barlow), Dewey Martin (Jack Harmon), Jane Greer (Julie), Tom Drake (Dave Harmon), Stacy Harris (Santee), John Kellogg (Reese), John Newton (Moss), Chuck Hayward (Blue), J. Pat O'Malley (Will MacNeil), Harry Fleer (barista)